# Баткен (аеропорт)
Аеропо́рт «Баткен» — аеропорт міста Баткен, Баткенської області в Киргизстані.